# Sigma Island
Sigma Island ist eine Insel im Archipel Südgeorgiens im Südatlantik. Sie ist die nördlichste der drei großen Welcome Islands und gehört zu den Brutgebieten des Schwarzbrauenalbatros.
Das UK Antarctic Place-Names Committee benannte sie 2009. Namensgeberin ist die Sigma, ein von 2002 bis 2005 im Dienst der Regierung der britischen Überseegebiete Südgeorgien und die Südlichen Sandwichinseln sowie der Falklandinseln stehendes Schiff für die Fischereiaufsicht.